# Richmond Park (Dublin)
Der Richmond Park (irisch Páirc Richmond) ist ein Fußballstadion im Stadtteil Inchicore der irischen Hauptstadt Dublin. Die 1925 eröffnete Sportstätte bietet Platz für 5.340 Zuschauer, davon 2.800 Sitzplätze. Es dient dem Fußballclub St Patrick’s Athletic als Heimspielstätte.

## Geschichte
In den ersten fünf Jahren trug der Fußballverein Brideville Dublin seine Heimspiele im Richmond Park aus. Von 1930 bis 1951 war die Sportstätte Heimat des St. Patrick’s Athletic, ehe mit dem Aufstieg in die League of Ireland festgestellt wurde, dass der Rasen des Richmond Parks nicht für Erstligafußball geeignet war. Deshalb musste der Verein vorerst in andere Stadien umziehen und der Richmond Park wurde bis 1960 renoviert. Seither spielt St. Patrick’s permanent in der Anlage.
Im Richmond Park fanden bisher die Finalspiele des irischen Pokalwettbewerbs der Jahre 1982 und 2005 statt. Außerdem finden hier eine Reihe von Frauenländerspielen und Jugendturnieren statt. Auch andere Vereine wie die Shamrock Rovers oder Dublin City nutzten den Richmond Park zeitweise für ihre Heimspiele, während ihre Stadien umgebaut wurden.
Der Richmond Park wurde neben Fußball auch für Konzerte genutzt. So traten 1970 die Gruppen Mungo Jerry und Thin Lizzy auf.

## Galerie

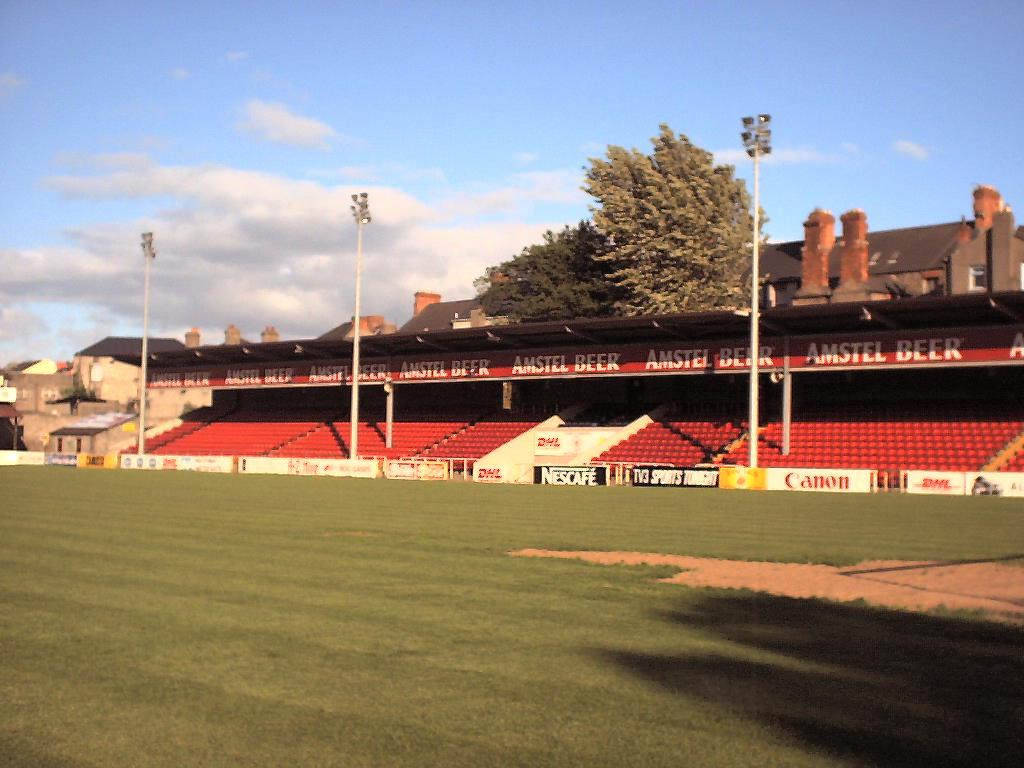
Der Main Stand im Richmond Park
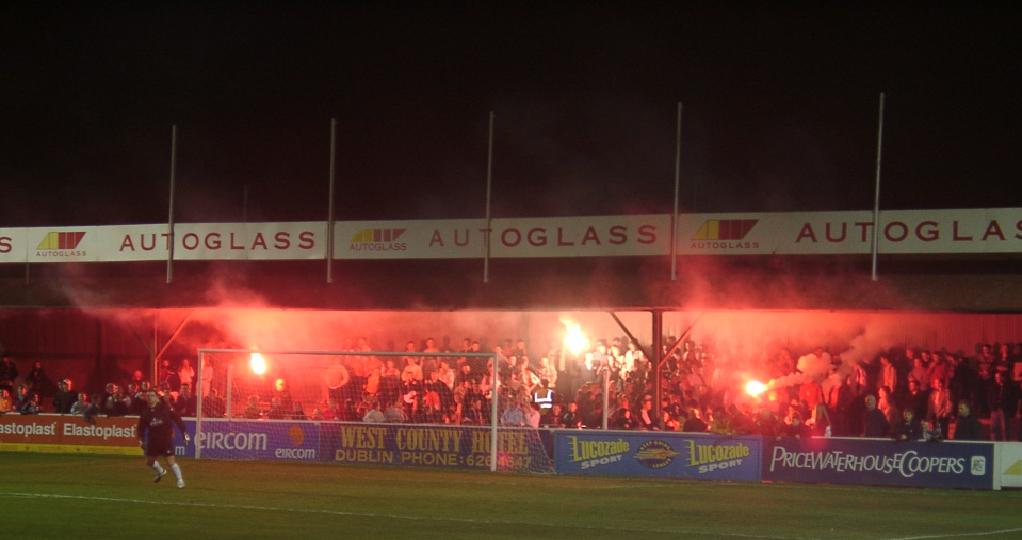
The Shed End